# محمد عثمان باشا
الداي محمد بن عثمان باشا، (توفي سنة 1791م) كان حاكم جزائري، كان في بداية عهده جنديا بسيطا، فحدث ان طلب الداي السابق علي بوصباع شخصا يسمى مثله محمد عثمان، ليكلفه بمهام رفيعة فحدث خطأ واستدعي هذا الداي، فلما رأه الداي السابق عرف أنه ليس الشخص المطلوب فطرده، ولكنه عاد سريعا واستدعاه مرة أخرى قائلا: لعلها إرادة الله، واستمر «محمد عثمان» في اثبات جدارته، حتى كان مرض الداي الأخير، حيث استطاع وحده ضبط البلاد ومنع اية محاولة انقلاب، مما جعل «الداي السابق» يكافئه بهذا المنصب.

## توليه الأمارة
وما إن تولى الامارة حتى بدأ في تقوية اسطوله البحري حتى أصبحت القوة البحرية الجزائرية لا تقهر وذكر أحد المؤرخين ان أحد الرياس الجزائريين وهو الحاج محمد قبطان تمكن وحده في عهده من اسر ما يقارب 24000 أسير أوروبي وهذا مما زاد من حنق الأوروبيين على هذا الداي الذي كان يتوقع ردود فعل قوية من طرف حكام أوروبا.
ومباشرة بعد توليه الحكم نشبت الحرب بين الجزائر والدانمارك اضطرت معها الدانمارك إلى الاستجابة لجميع الشروط الجزائرية، مقابل السلام، وكان من حزمه وعزمه أن قام بوضع خطة محكمة للمواجهة مع زيادة تحصينات المدن الجزائر حيث كان يسهر على ذلك بنفسه مع استعانته بعلماء الجزائر الذين ارسلهم إلى القرى والأرياف لحث الناس على الجهاد وإعدادهم للنفير في حالة حدوث أي هجوم وفي نفس الوقت كثر من هجماته على الأراضي الأسبانية التي كانت تعتبر العدو الأول للمسلمين بسبب قرب العهد بمأساة الأندلس فأثخن فيهم نهبا وسبيا وكذلك الحال مع الحامية الأسبانية في وهران مما سبب لها انهاك كبير اضطرها لطلب رد قاس من إسبانيا فجاءه الرد سريعا من امبراطورها شارل الثالث الذي ارسل سنة 1770م حملة ضخمة تتكون من أكثر من خمسمائة سفينة هدفها تدمير مدينة الجزائر نهائيا لكنها عند وصولها قرب الميناء وجدت المدينة على أتم الاستعداد والتحصينات شديدة والمدفعية جاهزة في كل مكان ولم تجد ثغرا تدخل منه سوى وادي الحراش الذي بدا لها وكأنه مفتوح فقامت بإنزال الألاف من الجنود مع مدفعيتهم لكنهم ما إن نزلوا حتى وجدوا أنفسهم في كمين محكم قتل فيه معظم النازلين إذ كان الداي محمد عثمان قد وضع خطة محكمة حسبت لكل شيء حسابه فعادت الحملة خائبة خاسرة وحمى الله الجزائر مرة أخرى وأحدث هذا الانتصار دويا هائلا في الجزائر وخارجها حتى أصبحت الجزائر هي البلد الذي لا يقهرو كانت الغنائم كبيرة جدا اغتنى منها الجزائريون بشكل عجيب وكان الداي بعد نهاية المعركة جالسا في قصره يستقبل المقاتلين فكان يعطي أموالا كبيرة لكل من يأتي برأس إسباني إلى درجة ان امتلأ بها القصر فأمر بدفنها في باب الوادي وكذلك كان الناس يأتون إليه حاملين المدافع التي خلفها الأسبان فكانوا أكثر الناس حظا ثم قام ببيع الأسرى الأسبان في مزاد علني بحيث يتحولون إلى عبيد طيلة مدة الأسر حتى إذا جاء وقت الفداء باعوهم من جديد باموال ضخمة وحدث بعدها أن التقت بعض المراكب البحرية الجزائرية بالقراصنة اليونانيين الذي عاثوا في البحر فسادا إلى درجة ان السلطان العثماني عجز عن إلقاء القبض عليهم فجرت بينهم معركة انتهت بهزيمتهم واسرهم فأمر الرايس الحاج سليمان بهم فأعدموا وصلبوا على رؤوس السواري ودخل بهم العاصمة العثمانية اسطمبول فخرج الخليفة العثماني عبد الحميد الاول ومعه كل الناس لرؤية هذه المراكب الجزائرية حيث كان ذلك اليوم عيدا كبيرا في إسطنبول بعدما أراحهم الله من هؤلاء القراصنة فأكرمهم السطان عبد الحميد وكافأهم مكافآت كبيرة ثم أرسلهم مع بقية الاسطول العثماني لمقاتلة الروس فانتصروا عليهم حتى اضطر الروس لعقد اتفاقية سلام مع الخلافة العثمانية وبعدها عادت البحرية الجزائرية إلى الجزائر معززة مكرمة وبعد ذلك بثلاثة سنوات أرسلت إسبانيا حملة أخرى انتهت كسابقتها بهزيمة ساحقة وبعدها بعام أي في سنة 1784م استطاع البابا بيوس السادس تنظيم حملة صليبية جديدة شاركت فيها كل من نابولي ومالطة وإسبانيا لقيت مثل سابقيها هزيمة منكرة اضطرت معها إسبانيا إلى طلب الصلح مع الجزائر لكن الجزائر رفضته إذا لم تنسحب إسبانيا من وهران وزاد الداي من ضغطه على إسبانيا بمحاصرته وهران حصارا شديدا بما في ذلك قطع الماء عنهم ومنع السكان من التعامل معهم وقتل من يفعل ذلك منهم وإرسال السفن الحربية الجزائرية لأعتراض كل محاولة تموين أسبانية لها مما زاد من الوضعية السيئة جدا التي كانت منها الحامية فأرسلت لإسبانيا إلى الداي محمد عثمان باشا تعرض عليه الخروج من وهران مقابل ان تمنحها الجزائر امتيازات تجارية في وهران لكن الداي رفض ذلك بشدة واصر على الخروج من وهران دون قيد أو شرط وهو المطلع على الوضعية السيئة جدا لهم

## وفاته
في سنة 1791م توفي الداي محمد عثمان نتيجة مرض ألم به بعد أن حطم رقما قياسيا في مدة الحكم التي تجاوزت الخمسة والعشرين سنة وخلفه في الحكم الداي حسين باشا الذي جنى النصر الكبير بطرد الإسبان نهائيا من وهران.

## كُتب عنه
- كتاب: محمد عثمان باشا داي الجزائر 1766 - 1791 سيرته، حروبه، أعماله، نظام الدولة والحياة العامة في عهده - تأليف: أحمد توفيق المدني.

## وصلات خارجية
- كتاب عن محمد عثمان باشا